# Papiernia (powiat międzychodzki)
Papiernia – osada leśna w Polsce położona w województwie wielkopolskim, w powiecie międzychodzkim, w gminie Międzychód.
W okresie Wielkiego Księstwa Poznańskiego (1815-1848) miejscowość wzmiankowana jako Papiernia młyn należała do wsi mniejszych w ówczesnym pruskim powiecie Międzyrzecz w rejencji poznańskiej. Papiernia młyn należała do okręgu międzychodzkiego tego powiatu i stanowiła część majątku Muchocin, którego właścicielem był wówczas Kalkreuth. Według spisu urzędowego z 1837 roku wieś liczyła 11 mieszkańców, którzy zamieszkiwali jeden dym (domostwo).